# Глацијално језеро
Глацијално језеро, такође и глечерско или ледничко језеро, је тип језера који се јавља најчешће у високопланинским пределима. Њихов настанак је везан претходни ерозиони или акумулациони рад ледника. Образује се преграђивањем природног водотока ледничким језиком или самим ледником. Оваква језера су карактеристична су за постглацијалне пределе, долине ледника и високе планине које су биле или су захваћене глацијацијом.

## Подела
Глацијална језера према месту настанка могу бити:
- Ерозиона — (циркна и валовска)
- Акумулациона — (моренска)

Глацијална или ледничка ерозивна језера леже у цирковима тј. у удубљењима из којих су полазили плеистоцени планински ледници. Називају се и циркним језерима (циркна језера). Она се данас јављају на планинама чији су гребени током плеистоцена били изнад доње климатске снежне границе, те су на њима тада постојали мањи или већи ледници. У народу су позната под називом „горске очи” а у неким крајевима и под називом „морске очи” („морске очи” код осталих словенских народа јер се веровало да су у вези са оближњим морем). У нашем региону таквих језера има на Шари, Дурмитору, Прокелтијама, Бјеласици и др. Бројна циркна језера постоје на Алпима, Пиринејима, Кавказу, Памиру, Хималајима, Андима, Кордиљерима итд.
Ледничка ерозивна језера могу се формирати и на дну валова некадашњег ледника. Она се називају „валовска језера”. Настају селективном ерозијом ледника, у мање отпорним стенама, које се брже еродирају у односу на отпорније те се ту образује секундарно удубљење. Пример оваквих језера јесу она у Долини седам триглавских језера у Словенији.
Глацијална или ледничка акумулациона језера образују се у терминалним басенима, са унутрашње стране чеоне морене којом је преграђен валов ишчезлог ледника. Примери оваквих језера су Бледско и Бохињско у Словенији, Плавско и Биоградско у Црној Гори и многа језера у подгорини Алпа, Кавказа и других високих планина. Генетски овим језерима припадају и језера у северним, поларним и бореалним областима, која леже између морена које су остале након отапања евроазијског и северноамеричког плеистоценог инландајса. Инландајсом се назива ледени континентални покривач сличан садашњим покривачима који постоје на Гренланду и Антарктику.